# Saara Harju
Saara Harju, född 22 mars 1935 i Kristinestad, Finland, död 26 december 2017 i Nyadal, var en finlandssvensk textil- och bildkonstnär. 
Harju studerade vid Konstakademien i Helsingfors och Konsthögskolan i Stockholm. Hon medverkade i utställningar i Boden, Skellefteå och Stockholm. Bland hennes offentliga arbeten märks det stora collaget av tovad ull och lapptäcksteknik Fyrens öga i konferensrummet på Hornöbergets hotell- och informationsanläggning samt utsmyckningar för Arméns tekniska skola i Östersund. Hennes bildkonst består av målningar i en realistiskt och vardaglig stil med en expressiv färgskala. Harju är representerad vid Moderna Museet i Stockholm, Länsmuseet Gävleborg och Kiruna kommun.